# Ластине
Ластине су насељено место у општини Хум на Сутли, Крапинско-загорска жупанија, Хрватска.

## Историја
До територијалне реорганизације у Хрватској биле су у саставу старе општине Преграда.

## Становништво
У попису становништва из 2011. године, Ластине су имале 151 становника.
| Број становника према пописима | Број становника према пописима | Број становника према пописима | Број становника према пописима | Број становника према пописима | Број становника према пописима | Број становника према пописима | Број становника према пописима | Број становника према пописима | Број становника према пописима | Број становника према пописима | Број становника према пописима | Број становника према пописима | Број становника према пописима | Број становника према пописима | Број становника према пописима |
| ------------------------------ | ------------------------------ | ------------------------------ | ------------------------------ | ------------------------------ | ------------------------------ | ------------------------------ | ------------------------------ | ------------------------------ | ------------------------------ | ------------------------------ | ------------------------------ | ------------------------------ | ------------------------------ | ------------------------------ | ------------------------------ |
| 1857                           | 1869                           | 1880                           | 1890                           | 1900                           | 1910                           | 1921                           | 1931                           | 1948                           | 1953                           | 1961                           | 1971                           | 1981                           | 1991                           | 2001                           | 2011                           |
| 135                            | 125                            | 107                            | 152                            | 154                            | 154                            | 160                            | 158                            | 153                            | 148                            | 147                            | 151                            | 174                            | 167                            | 170                            | 151                            |